# جون أرثرز
جون أرثرز (بالإنجليزية: John Arthurs)‏ مواليد 15 أغسطس 1947، هو لاعب كرة سلة أمريكي معتزل. تم اختياره من قبل فريق ميلووكي باكز خلال الدرافت. حمل الرقم 12. يبلغ طوله 6 قدم 4 بوصة (1.9 م).

## روابط خارجية
- جون أرثرز على موقع إن بي أي (الإنجليزية)
- جون أرثرز على موقع سبورتس رفرنس (الإنجليزية)
- جون أرثرز على موقع كلية كرة السلة في سبورتس رفرنس.كوم (الإنجليزية)
- جون أرثرز على موقع ريلجم (الإنجليزية)
- جون أرثرز على موقع بروبوليرز (الإنجليزية)